# Pichonia occidentalis
Pichonia occidentalis är en tvåhjärtbladig växtart som först beskrevs av Herman Johannes Lam, och fick sitt nu gällande namn av André Aubréville. Pichonia occidentalis ingår i släktet Pichonia och familjen Sapotaceae. Inga underarter finns listade i Catalogue of Life.